# Dancing with the Stars (Vlaanderen seizoen 4)
Het vierde seizoen van Dancing with the Stars begon op 9 maart 2025 op VTM. Veertien bekende Vlamingen werden gekoppeld aan veertien professionele dansers. Deze zijn gestart verdeeld over 2 groepen, die vanaf aflevering 5 samengevoegd werden. Peter Van den Begin en Jonas Van Geel zijn de presentatoren van dit seizoen. De jury bestaat uit: Felix Castillo, Juvat Westendorp, Mar Ekkart en Nora Monsecour. Tijdens afleveringen 8 en 9 kon Nora niet aanwezig zijn, haar plaats in de jury werd overgenomen door gastjurylid Katya Jones.

## Koppels
| Kandidaat              | Beroep                         | Professionele partner | Resultaat                                          |
| ---------------------- | ------------------------------ | --------------------- | -------------------------------------------------- |
| Ward Lemmelijn         | Roeier                         | Yulia Düll Dursin     | 1e Met hedendaags, een freestyle en een charleston |
| Francisco Schuster     | Zanger/acteur                  | Laura Zegels Jottay   | 2e Met een freestyle, een quickstep en modern      |
| Shania Gooris          | TV-persoonlijkheid             | Jesse Wijnans         | 2e Met een freestyle, jazz en een Weense wals      |
| Hannelore Simoens      | Politiek journaliste           | Michele Cantanna      | 4e Met een quickstep en een chachacha              |
| Karl Meesters          | Concertorganisator/presentator | Margot Weeda          | 5e Met een American smooth                         |
| Elisabeth Lucie Baeten | Auteur/content creator         | Frank Zegels          | 6e Met een salsa                                   |
| Angela Agyei           | Hip hopster                    | James Cutler          | 7e Met een jive                                    |
| Bart Appeltans         | Interieurarchitect             | Björk Gunnarsdóttir   | 8e Met een chachacha                               |
| Kathleen Aerts         | Zangeres                       | Anssi Heikkilä        | 9e Met een chachacha                               |
| Ingeborg Sergeant      | Zangeres / presentatrice       | Ewoud Fidom           | 10e Met een salsa                                  |
| Sarah Puttemans        | Influencer                     | Andrei Mangra         | 12e Met een salsa                                  |
| Mohsin Abbas           | Comedian                       | Gwyneth Van Rijn      | 12e Met een quickstep                              |
| Timon Verbeeck         | Content creator                | Thanique Mohnen       | 14e Met een chachacha                              |
| Guy T'Sjoen            | Endocrinoloog                  | Glenn Feddema         | 14e Met een tango                                  |

## Afleveringen

### Aflevering 1: Dans 1: Groep 1
Kijkcijfers: 599.118
| Koppel            | Jurypunten   | Dansstijl         | Muziek                                            | Resultaat              |
| ----------------- | ------------ | ----------------- | ------------------------------------------------- | ---------------------- |
| Elisabeth & Frank | 6-6-6-7 (25) | Quickstep         | Diamonds are a girl's best friend - Nicole Kidman | Uitgestelde beslissing |
| Ward & Yulia      | 5-6-6-6 (23) | Paso doble        | Walk on water - Thirty Seconds to Mars            | Uitgestelde beslissing |
| Timon & Thanique  | 6-4-4-5 (19) | Cha-cha-cha       | Cake By the Ocean - DNCE                          | Uitgestelde beslissing |
| Kathleen & Anssi  | 5-7-6-7 (25) | Weense wals       | Die with a Smile - Lady Gaga & Bruno Mars         | Uitgestelde beslissing |
| Sarah & Andrei    | 5-5-5-5 (20) | Argentijnse tango | Somebody That I Used to Know - Gotye              | Uitgestelde beslissing |
| Karl & Margot     | 7-6-7-8 (28) | Cha-cha-cha       | Let's Groove - Earth, Wind & Fire                 | Uitgestelde beslissing |
| Francisco & Laura | 7-8-8-8 (31) | Jive              | Faith - Stevie Wonder & Ariana Grande             | Uitgestelde beslissing |

### Aflevering 2: Dans 1: Groep 2
Kijkcijfers: 596.571
| Koppel              | Jurypunten   | Dansstijl   | Muziek                             | Resultaat              |
| ------------------- | ------------ | ----------- | ---------------------------------- | ---------------------- |
| Bart & Björk        | 6-5-6-6 (23) | Paso doble  | Abracadabra - Lady Gaga            | Uitgestelde beslissing |
| Mohsin & Gwyneth    | 5-5-4-4 (18) | Chachacha   | Rock this world - Bob Sinclair     | Uitgestelde beslissing |
| Hannelore & Michele | 7-6-7-7 (27) | Jive        | Good to go - LÒNIS & Daphne Willis | Uitgestelde beslissing |
| Miss Angel & James  | 8-8-8-8 (32) | Samba       | Taki Taki - DJ Snake               | Uitgestelde beslissing |
| Shania & Jesse      | 5-6-7-7 (25) | Foxtrot     | Fever - Peggy Lee                  | Uitgestelde beslissing |
| Guy & Glenn         | 7-4-6-6 (23) | Tango       | Doctor Who - Murray Gold           | Uitgestelde beslissing |
| Ingeborg & Ewoud    | 7-8-7-7 (29) | Weense wals | Hijo de la luna - Mecano           | Uitgestelde beslissing |

### Special
Kijkcijfers: 493.722
| Groep 1           | Groep 1   |
| Koppel            | Resultaat |
| ----------------- | --------- |
| Kathleen & Anssi  | Veilig    |
| Francisco & Laura | Veilig    |
| Timon & Thanique  | Dance off |
| Karl & Margot     | Veilig    |
| Sarah & Andrei    | Veilig    |
| Elisabeth & Frank | Dance off |
| Ward & Yulia      | Veilig    |

| Groep 2             | Groep 2   |
| Koppel              | Resultaat |
| ------------------- | --------- |
| Ingeborg & Ewoud    | Veilig    |
| Miss Angel & James  | Veilig    |
| Shania & Jesse      | Veilig    |
| Mohsin & Gwyneth    | Dance off |
| Hannelore & Michele | Veilig    |
| Guy & Glenn         | Dance off |
| Bart & Björk        | Veilig    |

### Aflevering 3: Dans 2: Groep 1
Kijkcijfers: 516.438
Dance off
Jury stemde op:
- Felix: Elisabeth & Frank
- Mar: Elisabeth & Frank
- Nora: Elisabeth & Frank
- Juvat: Heeft niet gestemd, winnaar dance off was al gekend

| Koppel            | Jurypunten         | Dansstijl   | Muziek                                                       | Resultaat    |
| ----------------- | ------------------ | ----------- | ------------------------------------------------------------ | ------------ |
| Sarah & Andrei    | 6-6-7-7 (26)       | Salsa       | María - Ricky Martin                                         | Geëlimineerd |
| Timon & Thanique  | Verloren dance off | Weense wals | La foule - Édith Piaf                                        | Geëlimineerd |
| Karl & Margot     | 7-6-6-7 (26)       | Tango       | Bad Habits - Ed Sheeran                                      | Veilig       |
| Ward & Yulia      | 8-6-7-7 (28)       | Charleston  | We no speak Americano - Vocal Edit                           | Veilig       |
| Francisco & Laura | 8-8-7-8 (31)       | Quickstep   | Let's Face The Music And Dance - Nat King Cole               | Veilig       |
| Elisabeth & Frank | 5-5-6-6 (22)       | Chachacha   | There's Nothing Holdin' Me Back - Taron Egerton & Tori Kelly | Veilig       |
| Kathleen & Anssi  | 7-7-7-7 (28)       | Samba       | Cheap thrills - Sia & Sean Paul                              | Veilig       |

### Aflevering 4: Dans 2: Groep 2
Kijkcijfers: 472.071
Dance off
Jury stemde op:
- Felix: Moshin & Gwyneth
- Mar: Guy & Glenn
- Nora: Moshin & Gwyneth
- Juvat: Moshin & Gwyneth

| Koppel              | Jurypunten         | Dansstijl         | Muziek                                          | Resultaat    |
| ------------------- | ------------------ | ----------------- | ----------------------------------------------- | ------------ |
| Hannelore & Michele | 7-7-7-7 (28)       | Argentijnse tango | High - Whethan & Dua Lipa                       | Veilig       |
| Guy & Glenn         | Verloren dance off | Chachacha         | Head & Heart - Joel Corry ft MNEK               | Geëlimineerd |
| Bart & Björk        | 7-5-7-7 (26)       | Weense wals       | Lose Control - Teddy Swims                      | Veilig       |
| Moshin & Gwyneth    | 7-7-6-6 (26)       | Quickstep         | Walking on sunshine - Catesmn                   | Geëlimineerd |
| Ingeborg & Ewoud    | 7-8-7-8 (30)       | Jive              | Crazy little things called love - Michael Bublé | Veilig       |
| Miss Angel & James  | 9-9-9-9 (36)       | American Smooth   | Ordinary People - John Legend                   | Veilig       |
| Shania & Jesse      | 7-7-8-8 (30)       | Samba             | Mi Gente - J Balvin & Willy William             | Veilig       |

### Aflevering 5: Icon Week
Kijkcijfers: 513.641
| Koppel              | Jurypunten   | Dansstijl         | Muziek                                                                | Resultaat    |
| ------------------- | ------------ | ----------------- | --------------------------------------------------------------------- | ------------ |
| Ingeborg & Ewoud    | 5-4-4-4 (17) | Salsa             | Jailhouse Rock - Elvis Presley & Ike & Tina Turner                    | Geëlimineerd |
| Shania & Jesse      | 6-6-7-7 (26) | Weense wals       | Where the Wild Roses Grow - Nick Cave & The Bad Seeds & Kylie Minogue | Veilig       |
| Elisabeth & Frank   | 4-4-4-4 (16) | Argentijnse tango | Bad guy - Billie Eilish & Justin Bieber                               | Veilig       |
| Ward & Yulia        | 7-6-7-7 (27) | Hedendaagse dans  | Cry Me a River - Justin Timberlake                                    | Veilig       |
| Kathleen & Anssi    | 4-4-5-5 (18) | Tango             | Trustfall - P!nk                                                      | Veilig       |
| Bart & Björk        | 4-3-3-4 (14) | Muzical jazz      | Mamma Mia, Lay All Your Love on Me & Money, Money, Money - ABBA       | Veilig       |
| Francisco & Laura   | 6-6-7-7 (26) | Rumba             | Grenade (acoustisch) - Bruno Mars                                     | Veilig       |
| Miss Angel & James  | 5-7-6-7 (25) | Hiphop            | Lose My Breath - Destiny's Child                                      | Veilig       |
| Hannelore & Michele | 6-5-5-5 (21) | Paso doble        | Circus - Britney Spears                                               | Veilig       |
| Karl & Margot       | 5-6-7-7 (25) | Quickstep         | Let's Go Crazy - Prince & The Revolution                              | Veilig       |

### Aflevering 6: Love week
Kijkcijfers: 512.363
| Koppel              | Jurypunten   | Dansstijl       | Muziek                                                    | Resultaat    |
| ------------------- | ------------ | --------------- | --------------------------------------------------------- | ------------ |
| Francisco & Laura   | 7-7-7-7 (28) | Salsa           | The Club - Anthony Ramos, Melissa Barrera & Corey Hawkins | Veilig       |
| Hannelore & Michele | 7-6-6-6 (25) | Weense wals     | Until I found you - Stephen Sanchez & Em Beihold          | Veilig       |
| Kathleen & Anssi    | 6-5-5-5 (21) | Chachacha       | Stumblin' In - CYRIL                                      | Geëlimineerd |
| Bart & Björk        | 5-5-5-5 (20) | Tango           | Superlove - Avicii & Lenny Kravitz                        | Veilig       |
| Elisabeth & Frank   | 7-6-7-7 (27) | Muzical jazz    | Another Day Of Sun - La La Land                           | Veilig       |
| Ward & Yulia        | 6-5-6-6 (23) | Quickstep       | You Can't Hurry Love - Phil Collins                       | Veilig       |
| Karl & Margot       | 8-8-8-8 (32) | Hedendaags      | Golden hour - JVKE                                        | Veilig       |
| Shania & Jesse      | 6-7-8-7 (28) | American smooth | You're still the one - Teddy Swims                        | Veilig       |
| Miss Angel & James  | 7-7-7-8 (29) | Paso doble      | Human - Rag'n'Bone Man                                    | Veilig       |

### Aflevering 7: Memory lane
Kijkcijfers: 490.791
| Koppel              | Jurypunten   | Dansstijl       | Muziek                                           | Resultaat    |
| ------------------- | ------------ | --------------- | ------------------------------------------------ | ------------ |
| Bart & Björk        | 5-4-5-5 (19) | Chachacha       | Break my soul - Beyoncé & Madonna                | Geëlimineerd |
| Francisco & Laura   | 6-6-7-7 (26) | American smooth | Someone you loved - Lewis Capaldi                | Veilig       |
| Miss Angel & James  | 8-8-8-8 (32) | Quickstep       | I'm So Excited - The Pointer Sisters             | Veilig       |
| Karl & Margot       | 6-6-6-7 (25) | Weense wals     | Everybody Hurts - R.E.M.                         | Veilig       |
| Shania & Jesse      | 7-6-7-6 (26) | Paso doble      | Royals - Lorde                                   | Veilig       |
| Elisabeth & Frank   | 7-7-7-7 (28) | Rumba           | Will you still love me tomorrow? - Amy Winehouse | Veilig       |
| Ward & Yulia        | 5-5-6-5 (21) | Jive            | Dancing in the dark - Bruce Springsteen          | Veilig       |
| Hannelore & Michele | 8-7-8-8 (25) | Weense wals     | Suavamente - Elvis Crespo                        | Veilig       |

### Aflevering 8: Disney week
Kijkcijfers: 504.570

Nora kon er deze week helaas niet bij zijn. Haar plaats werd deze week ingenomen door Katya Jones
| Koppel              | Jurypunten   | Dansstijl       | Muziek                                             | Resultaat    |
| ------------------- | ------------ | --------------- | -------------------------------------------------- | ------------ |
| Hannelore & Michele | 8-7-7-7 (29) | Jazz musical    | Welcome to Wonderland - Alice in Wonderland        | Veilig       |
| Ward & Yulia (Coco) | 7-7-6-7 (27) | Samba           | Mas que nada - Sergio Mendes & The Black Eyed Peas | Veilig       |
| Miss Angel & James  | 7-7-7-7 (28) | Jive            | Burning Love - Elvis Presley                       | Geëlimineerd |
| Elisabeth & Frank   | 8-8-8-8 (32) | American smooth | Let It Go - Frozen                                 | Veilig       |
| Karl & Margot       | 7-7-8-8 (30) | Paso doble      | Pirates of the Caribbean - Klaus Badelt            | Veilig       |
| Francisco & Laura   | 7-8-9-9 (33) | Modern          | Circle of Life - The Lion King                     | Veilig       |
| Shania & Jesse      | 7-7-8-7 (29) | Quickstep       | Be our guest - Beauty and the Beast                | Veilig       |

### Aflevering 9: Friends & Family
Kijkcijfer: 512.148

Nora kon er deze week opnieuw niet bij zijn. Haar plaats werd opnieuw ingenomen door Katya Jones
| Koppel                             | Jurypunten   | Dansstijl   | Muziek                           | Resultaat    |
| ---------------------------------- | ------------ | ----------- | -------------------------------- | ------------ |
| Karl & Margot                      | 6-6-7-7 (26) | Jive        | Happy - Pharrell Williams        | Veilig       |
| Ward & Yulia + broer Lode          | 7-8-7-8 (30) | Weense wals | Iris - Goo Goo Dolls             | Veilig       |
| Hannelore & Michele + broer Gilles | 8-8-8-8 (32) | Foxtrot     | The Pink Panther - Henri Mancini | Veilig       |
| Elisabeth & Frank + papa Philippe  | 7-7-7-7 (28) | Salsa       | NUEVAYoL - Bad Bunny             | Geëlimineerd |
| Shania & Jesse + Kelly Pfaff       | 8-8-8-8 (32) | Jazz        | Black & Gold - Sam Sparro        | Veilig       |
| Francisco & Laura + Laura Tesoro   | 7-7-8-8 (30) | Samba       | SloMo - Chanel                   | Veilig       |

### Aflevering 10: Kwartfinale
Kijkcijfer: 504.417
| Koppel              | Jurypunten   | Dansstijl         | Muziek                                     | Resultaat    |
| ------------------- | ------------ | ----------------- | ------------------------------------------ | ------------ |
| Shania & Jesse      | 8-7-8-8 (31) | Chachacha         | Together again - Janet Jackson             | Veilig       |
| Karl & Margot       | 8-8-8-8 (32) | American smooth   | Ordinary - Alex Warren                     | Geëlimineerd |
| Hannelore & Michele | 8-8-8-9 (33) | Samba             | Mad Love - David Guetta, Sean Paul & Becky | Veilig       |
| Francisco & Laura   | 8-8-9-9 (34) | Argentijnse tango | Classical dragon - Marcin                  | Veilig       |
| Ward & Yulia        | 9-9-9-9 (36) | Rumba             | Daar gaat ze - Clouseau                    | Veilig       |

### Aflevering 11: Halve finale
Kijkcijfer: 602.060
| Koppel              | Jurypunten     | Dansstijl         | Muziek                                                       | Resultaat    |
| ------------------- | -------------- | ----------------- | ------------------------------------------------------------ | ------------ |
| Hannelore & Michele | 7-7-8-7 (29)   | Quickstep         | Nah Neh Nah - Vaya Con Dios                                  | Geëlimineerd |
| Hannelore & Michele | 7-8-8-8 (31)   | chachacha         | I Wanna Dance with Somebody (Who Loves Me) - Whitney Houston | Geëlimineerd |
| Ward & Yulia        | 8-9-9-8 (34)   | Argentijnse tango | Sail - Awolnation                                            | Veilig       |
| Ward & Yulia        | 9-9-8-8 (34)   | Foxtrot           | Just a Gigolo - Michael Bublé                                | Veilig       |
| Francisco & Laura   | 8-8-8-8 (32)   | Weense wals       | I Put a Spell on You - Nina Simone                           | Veilig       |
| Francisco & Laura   | 10-9-9-10 (38) | Paso doble        | Legend - The Score                                           | Veilig       |
| Shania & Jesse      | 8-8-8-8 (32)   | Jive              | Tightrope - Janelle Monae                                    | Veilig       |
| Shania & Jesse      | 9-9-9-9 (36)   | Rumba             | Girl on Fire - Alicia Keys                                   | Veilig       |

### Aflevering 12: Finale
Kijkcijfer: 
| Koppel            | Jurypunten (❃)  | Dansstijl        | Muziek                                                                   | Resultaat |
| ----------------- | --------------- | ---------------- | ------------------------------------------------------------------------ | --------- |
| Francisco & Laura | 9-9-9-9 (36)    | Freestyle        | Ain’t no Mountain High Enough - Marvin Gaye                              | 2e plaats |
| Francisco & Laura | 9-9-9-10 (37)   | Quickstep        | Let’s Face the Music and Dance - Nat King Cole                           | 2e plaats |
| Francisco & Laura | Geen jurypunten | Modern           | Circle of Life - The Lion King                                           | 2e plaats |
| Ward & Yulia      | 10-9-9-9 (37)   | Hedendaagse dans | Cry Me a River - Justin Timberlake                                       | Winnaar   |
| Ward & Yulia      | 10-10-9-10 (39) | Freestyle        | I didn't know - Sofia Carson                                             | Winnaar   |
| Ward & Yulia      | Geen jurypunten | Charleston       | We No Speak Americano - DCUP & Yolanda Be Cool                           | Winnaar   |
| Shania & Jesse    | 9-9-10-9 (37)   | Freestyle        | Put some Sugar on Me - Def Leppard & I Love Rock & Roll - Britney Spears | 2e plaats |
| Shania & Jesse    | 9-9-10-9 (37)   | Jazz             | Black & Gold - Sam Sparro                                                | 2e plaats |
| Shania & Jesse    | Geen jurypunten | Weense wals      | Where the Wild Roses Grow - Kylie Minogue & Nick Cave                    | 2e plaats |

Nadat elk koppel voor een 3e keer gedanst had, werd aan de jury gevraagd wie volgens hen dancing with the stars 2025 mocht winnen. De jury koos als volgt:
- Felix: Ward & Yulia
- Mar: Ward & Yulia
- Nora: Shania & Jesse
- Juvat: Francisco & Laura

❃ In de finale tellen de punten van de jury niet mee. De kijker bepaalt de winnaar.

## Jurypunten
| Deelnemer  | Dans 1 | Dans 2 | Dans 3 | Dans 4 | Dans 5 | Dans 6 | Dans 7 | Dans 8 | Dans 9 & 10 | Dans 11 & 12 | TOTAAL | Gemiddelde |
| ---------- | ------ | ------ | ------ | ------ | ------ | ------ | ------ | ------ | ----------- | ------------ | ------ | ---------- |
| Ward       | 23     | 28     | 27     | 23     | 21     | 27     | 30     | 36     | 68 (34+34)  | 76 (37+39)   | 359    | 29,9       |
| Francisco  | 31     | 31     | 26     | 28     | 26     | 33     | 30     | 34     | 70 (32+38)  | 73 (36+37)   | 382    | 31,8       |
| Shania     | 25     | 30     | 26     | 28     | 26     | 29     | 32     | 31     | 68 (32+36)  | 74 (37+37)   | 369    | 30,8       |
| Hannelore  | 27     | 28     | 21     | 25     | 31     | 29     | 32     | 33     | 60          |              | 286    | 28,6       |
| Karl       | 28     | 26     | 25     | 32     | 25     | 30     | 26     | 32     |             |              | 224    | 28,0       |
| Elisabeth  | 25     | 22     | 16     | 27     | 28     | 32     | 28     |        |             |              | 178    | 25,4       |
| Miss Angel | 32     | 36     | 25     | 29     | 32     | 28     |        |        |             |              | 182    | 30,3       |
| Bart       | 23     | 26     | 14     | 20     | 19     |        |        |        |             |              | 102    | 20,4       |
| Kathleen   | 25     | 28     | 18     | 21     |        |        |        |        |             |              | 92     | 23,0       |
| Ingeborg   | 29     | 30     | 17     |        |        |        |        |        |             |              | 76     | 25,3       |
| Sarah      | 20     | 26     |        |        |        |        |        |        |             |              | 46     | 23,0       |
| Mohsin     | 18     | 26     |        |        |        |        |        |        |             |              | 44     | 22,0       |
| Timon      | 19     | /      |        |        |        |        |        |        |             |              | 19     | 19,0       |
| Guy        | 23     | /      |        |        |        |        |        |        |             |              | 23     | 23,0       |